# Motor longitudinal

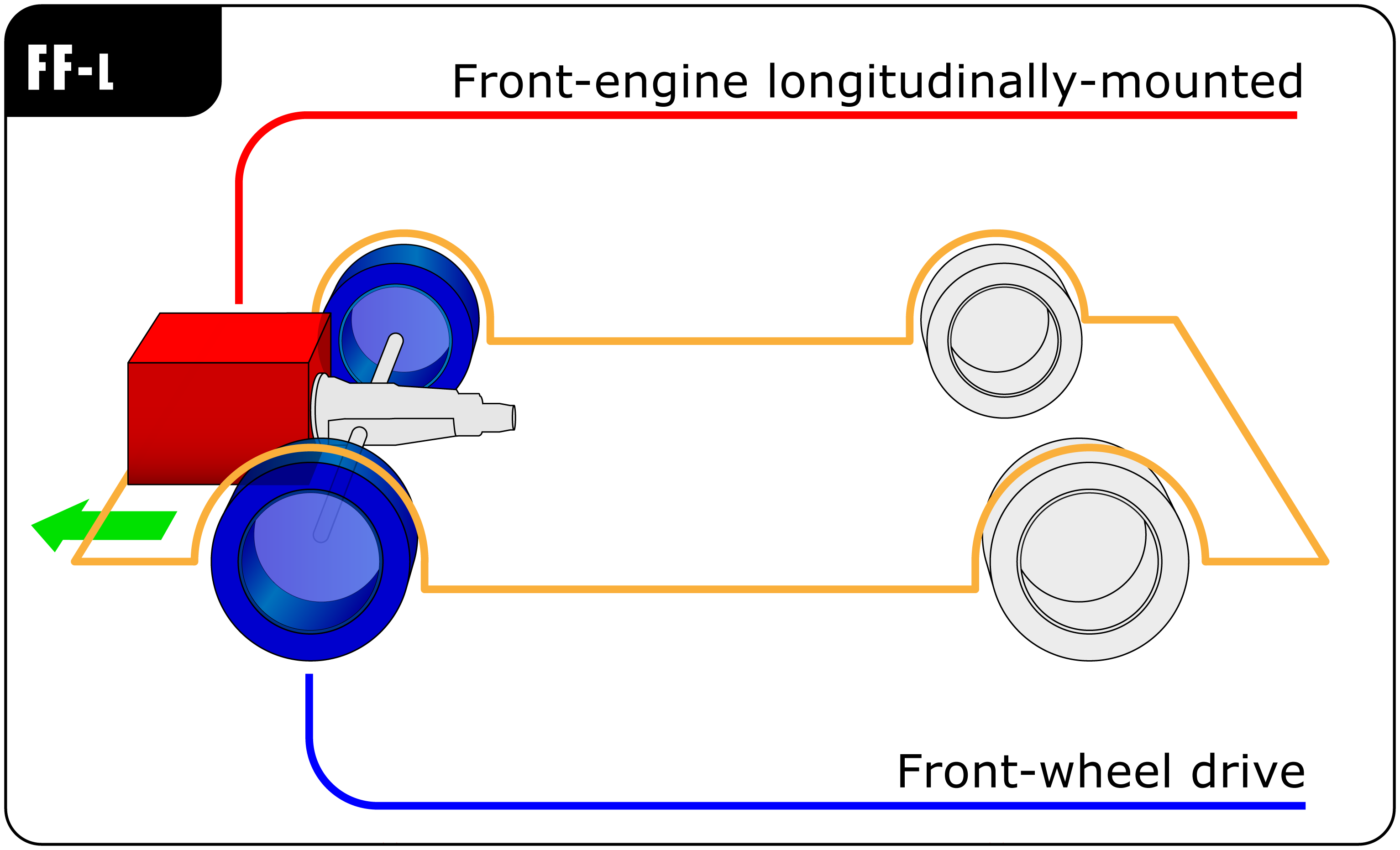
Motor longitudinal.

Na engenharia automobilística, o motor longitudinal fica posicionado em paralelo ao comprimento do carro. Sendo assim, as linhas de força têm de fazer uma curva de 90 graus até as rodas de tração. 